# 香取神社 (葛飾区亀有)
香取神社（かとりじんじゃ）は、東京都葛飾区亀有にある神社。通称は亀有香取神社（かめありかとりじんじゃ）。

## 歴史
1276年（建治2年）に創建された。亀有村の鎮守であった。境内には、かつて「香取の松」と呼ばれる巨松があり、中川を行きかう船頭の目印になったという。しかし枯死してしまったため、現存していない。江戸時代までは氏子たちによる人形芝居が行われていたが、明治時代になり廃れてしまった。
また境内の摂末社の内、6社は明治時代の常磐線の建設により立ち退かされて、当社の摂末社になったものである。
亀有鎮座740年・亀有香取神社計画が、2020年度グッドデザイン賞受賞。
2003年に先代の後を継いだ宮司が、地元を舞台とした漫画『こちら葛飾区亀有公園前派出所』に描かれていることにちなんだキャラクター銅像の設置やアニメ絵馬の販売、境内へのパティスリー誘致といった活動をおこなっている。

## 亀有香取神社リニューアル
亀有香取神社鎮座740年を記念して、リニューアル工事を実施した。社務所の建て替え、カフェ棟を新築し、境内バリアフリー工事、ライトアップ等を一括して行い、境内全体の再構築、信仰の場と地域の憩いの場を両立させる、新しい神社の在り方を提示している。
境内を社務所、カフェ等が広場を取り囲むように配置変更して、人々の日常に溶け込む都市空間として再整備し、完全バリアフリー化により、高齢者や身障者に優しい参拝施設とした。
宮司、工務店、設計者がチームを作って協議を重ね、構想を実現させた。途中で、地元出身のシェフの洋菓子店をカフェ棟に誘致することになり、シェフもそのチームに参画している。
- 西参道大鳥居
- 北向道祖神
- 社殿(拝殿)正面

- 社殿(拝殿)斜めより撮影
- 社務所(祈願受付)
- カフェ・洋菓子店

## 文化財
玄恵井の碑葛飾区指定文化財 有形文化財
亀形瓦一対葛飾区登録文化財 有形文化財

## 交通アクセス
- JR常磐線亀有駅より徒歩3分[1]。